# قطعنامه ۸۹۷ شورای امنیت
قطعنامه  ۸۹۷ شورای امنیت سازمان ملل متحد که در تاریخ ۰۴ فوریه ۱۹۹۴ تصویب شد، سندی بین‌المللی دربارهٔ سومالی است. این قطعنامه طی نشست ۳۳۳۴ام با ۱۵ رای موافق، ۰ مخالف و ۰ ممتنع تصویب شد.